# 夸斯河
夸斯河（法語：Coise，法語發音：[kwaz]）是法国奧弗涅-羅訥-阿爾卑斯大區罗讷省与卢瓦尔省的河流，是卢瓦尔河的支流，长49.6千米。